# Cratere Eurytion
Eurytion è un cratere sulla superficie di Febe.